# Cóndor (Piura)
Cóndor es un caserío peruano ubicado en el distrito de Lancones, perteneciente a la provincia de Sullana del departamento de Piura, al norte del Perú. 

## Ubicación
Cóndor se ubica al noreste de la provincia de Sullana, en el distrito de Lancones, en el departamento de Piura. 

## Demografía
En 2017 Cóndor tenía una población de 10 habitantes.
| Gráfica de evolución demográfica de Cóndor entre 1993 y 2017 |
|                                                              |
| Fuentes: Población 1993 y 2017                               |